# Samuel Lewicki
Samuel Wojciech Lewicki herbu Rogala – właściciel ziemski, urzędnik w XVIII wieku okresu I Rzeczypospolitej, hrabia.

## Życiorys
Był synem  Ignacego Adama Lewickiego (zm. 1788, urzędnik ziemski) i Marcjanny z domu Tarnawieckiej (zm. 1754, córka stolnika winnickiego). Miał siostrę Annę wzgl. Joannę Magdalenę (ur. w Sanoku, od 1759 zamężna z podstolicym Michał Błońskim, później zamężna z chorążym sanockim Żurowskim). Swoim rodzicom ufundował epitafium w kościele Franciszkanów w Sanoku, wykonane z czarnego marmuru i inskrypcją w języku łacińskim.
Był kasztelanem inflanckim, starostą krzeczkowskim (1760–1764). Poseł na sejm 1762 roku z ziemi sanockiej. Elektor króla Stanisława Augusta Poniatowskiego (1764). Podsędek przemyski w latach 1767–1772, łowczy podlaski w 1765, podwojewodzi przemyski w latach 1759–1767. 
W 1776 zakupił od rządu na własność starostwo krzeczkowskie. Był członkiem Stanów Galicyjskich. W 1783 cesarz Józef II Habsburg nadał mu dziedziczny tytuł hrabiowski. W 1790 został odznaczony krzyżem kawalerskim Orderu Świętego Stanisława. Był członkiem komisji pełnomocnej lwowskiej, powołanej w 1790 roku dla układów z Leopoldem II Habsburgiem. 
Jego żoną została Katarzyna Humnicka, która była córką jego macochy Salomei Morskiej (wdowa po Józefie Humnickim, łowczym przemyskim). Ich dziećmi byli: Antonina (zamężna z Janem Lewickim, zm. 1798 w Tyczynie), Zofia (zamężna z Józefem Borowskim, od 1805 właścicielka Kochanówki i Wilczogóry, zm. 1840), Adam (bezżenny, zm. w 1843 w Barszczowicach), Józef Kalasanty (1767–1845).